# Toga

Romare iklädd toga.
Illustration från Dictionary of Classical Antiquities 1891.

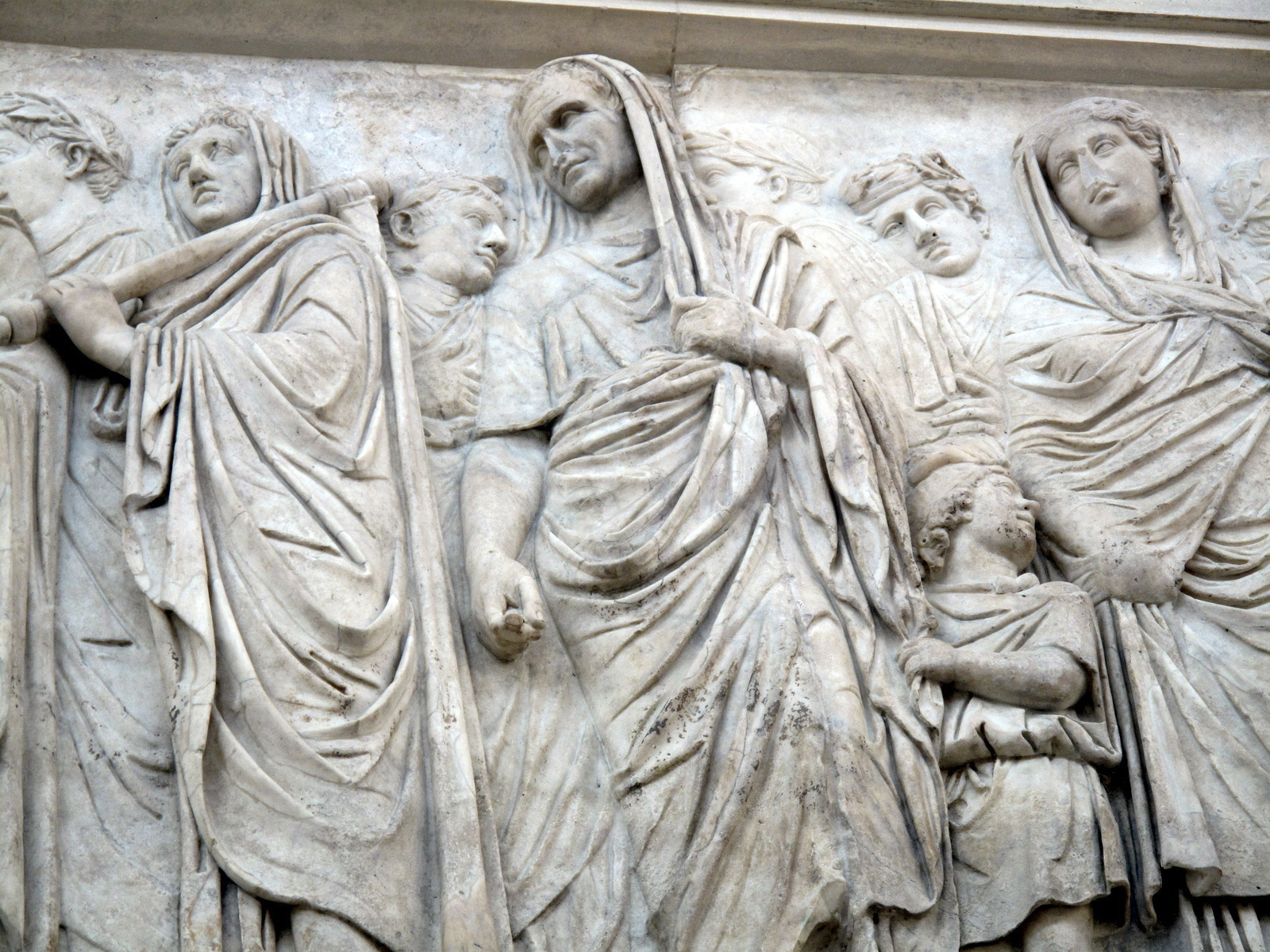
Agrippa i mitten, med togan över huvudet (vilket förekom under religiösa ritualer). Från Ara Pacis

Toga (av latinets tego, "att täcka") var en romersk mantel av ylle buren ovanpå en tunika. I romarriket var ursprungligen togan för bägge könen, men med tiden byttes togan ut successivt för kvinnor som istället började bära stola. Den fungerade som en "nationaldräkt" för romarna, som poetiskt kallades gens togata. Icke-medborgare fick inte bära toga.
Normalt verkar togan ha varit utformad med en rak och en halvcirkelformad långsida. Hela tygstycket var cirka 5,5 x 2,2 meter långt. Antika källor refererar ofta till sinus på togan, som tros vara det nedhängande vecket på framsidan av plagget. Tidiga togor hade ingen eller en mycket smal sinus, men den blev fullare och mer invecklad med tiden.

## Historisk utveckling
Togan tros ha införts i Rom genom etruskerna, och den purpurrandade toga prætexta sägs uttryckligen i romerska källor vara ett etruskiskt plagg. Ursprungligen var togan allmän klädsel, men blev med ökande volym och längd mer opraktisk, och var från första århundradet före vår tideräkning ett kännetecken för överklassen och offentliga sammanhang. Istället blev pallium och lacerna vanligare.
I det tidiga romerska riket, under kungadömet och republiken, bars togan även i krig, men då plagget visade sig vara opraktiskt att bära under en rustning upphörde detta bruk. Därigenom kom plagget att associeras med fred, och även långt efter att det slutat att vara ett vardagsplagg ( motsvarande dagens slips och kostym) bar statens (res publica) representanter toga i sin officiella tjänstgöring. I Ciceros De Officiis finner man frasen Cedant arma togae, concedat laurea laudi - bokstavligen "låt vapnen vika för togan, lagern vika för ämbetsmannens ära" med betydelsen "låt fred ersätta krig, civil rätt ersätta militär makt".[källa behövs]

## Varianter
En toga hade olika utseende beroende på medborgarens rang och position:
- Toga virilis - en enkel, vit toga som bars av vuxna män[1]
- Toga pulla - en mörk toga som bars av sörjande[1] och de lägre klasserna[källa behövs]
- Toga prætexta - en toga med ett purpurfärgat band som bars av curulus magistrates, censorer, präster och kejsare. Denna toga bars också av minderåriga män och skådespelare i tragedier
- Toga trabea - en toga med scharlakansröda och purpurfärgade ränder som bars av augurer, konsuler och equites.[1]
- Toga picta eller palmata - en toga prydd med guldstickningar som bars av fältherrar vid triumftåg[1], av ämbetsmän (magistrates) i samband med gladiatorspel, av konsuler och av kejsare vid festliga tillställningar.
- Toga candida - en vitmenad toga som bars av kandidater till offentliga poster. Ordet "kandidat" kommer av dräkten.[1]